# 白鳥駅
白鳥駅（しろとりえき）は、愛知県名古屋市熱田区熱田西町にあった日本国有鉄道（国鉄）の貨物駅。東海道本線貨物支線（通称名古屋港線・白鳥線）上にあった。

## 概要
堀川沿いに作られた白鳥貯木場の脇にあった地上駅。車扱貨物のみの取扱駅で、コンテナ貨物は取扱っていなかった。構内には1面2線の貨物ホームが置かれていたほか、貯木場に隣接する場所には貨車から貯木場に木材を降ろすためのクレーンなどが設置されていた。
廃止後跡地は再開発され、名古屋国際会議場、白鳥公園となっている。

## 歴史
- 1916年（大正5年）12月8日：開業（貨物駅）[1]。当時は木材に限り取扱っていた。
- 1926年度：木材用テルハを設置[3]
- 1928年（昭和3年）6月20日：一般の貨物の取扱を開始[1]。
- 1942年（昭和17年）4月1日：小荷物の取扱を開始[1]（一般駅となる）。
- 1945年（昭和20年）1月8日：名古屋市卸売市場まで専用線が開業。
- 1954年（昭和29年）9月1日：小荷物の取扱を廃止（貨物駅に戻る）。
- 1957年（昭和32年）2月1日：専用線を国鉄線に変更し、名古屋市場駅が開業[1]。
- 1978年（昭和53年）10月1日：名古屋市場駅廃止[1]。
- 1982年（昭和57年）11月15日：廃止[2]。

## 隣の駅
日本国有鉄道
東海道本線 貨物支線
八幡信号場 - 白鳥駅 - 名古屋市場駅